# Jack Endino

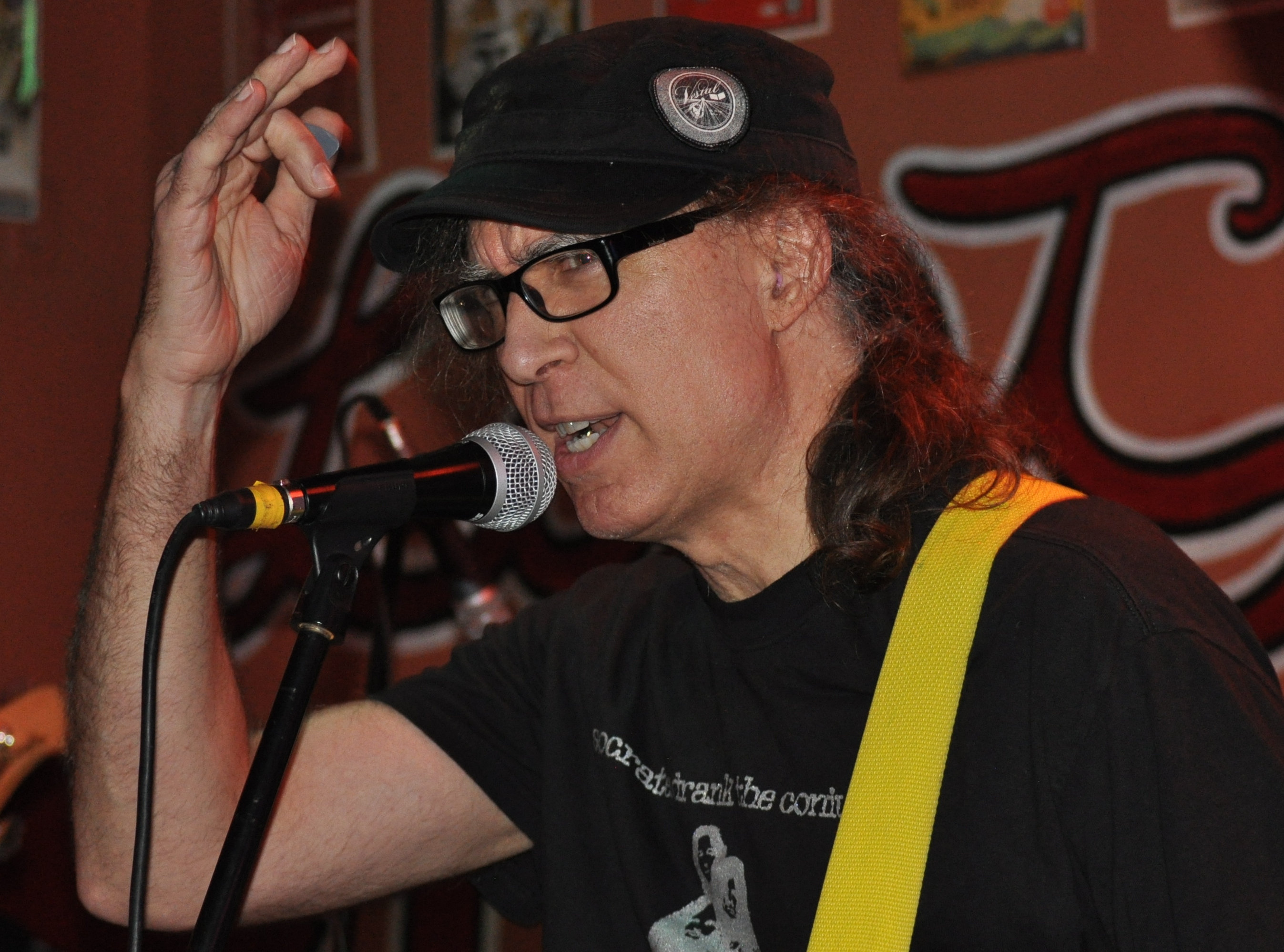
Jack Endino (2014)

Jack Endino (* 1964) ist ein amerikanischer Musikproduzent und Musiker. Er machte sich einen Namen mit dem Gitarrensound, den er Ende der 1980er-Jahre Bands aus Seattle wie Nirvana und Soundgarden verpasste. Im 1996 erschienenen Dokumentarfilm Hype! wurde er als „Godfather of Grunge“ vorgestellt.

## Leben
Anfang 1985 gründete Endino zusammen mit Daniel House Skin Yard, deren erstes selbstbetiteltes Album Endinos erste Arbeit als Produzent darstellte. 1985 stellte er mit Chris Hanzsek Reciprocal Recording auf die Beine und produzierte als erstes Soundgardens EP Screaming Life und Green Rivers Dry As a Bone, welche zu den ersten Veröffentlichungen des Seattler Kult-Labels Sub Pop gehörten. Er war außerdem einer der Produzenten der Kompilation Sub Pop 200 des Labels.
Nachdem Endino unter anderem Mudhoneys Klassiker Superfuzz Bigmuff fertiggestellt hatte, tauchte eines Tages der damals noch unbekannte Kurt Cobain im Studio auf, um 10 Songs für ein Demo mit seiner damals noch namenlosen Band aufzunehmen (welche später teilweise auf Nirvanas Incesticide landen sollten). Endino machte sich eine Kopie der Aufnahmen, die er dem Sub-Pop-Mitbegründer Jonathan Poneman zuschickte. So kam es, dass er 1988 Nirvanas Debütalbum Bleach produzierte.
1991 verließ Endino Reciprocal Recording, um sich als Produzent selbständig zu machen. Neben den vielen Seattle-Bands wie Screaming Trees, L7 und Seven Year Bitch arbeitete er mit vielen Bands in Europa, Kanada, Australien und Südamerika zusammen. So gewannen die beiden von ihm produzierten Alben der brasilianischen Band Titãs Gold-Status in Brasilien. Als Solokünstler veröffentlichte Endino drei Alben, auf denen er teilweise fast alle Instrumente spielt.

## Auswahl produzierter Bands
- Alien Boys
- Babes in Toyland
- Bruce Dickinson
- Green River
- L7
- Mark Lanegan
- Mudhoney
- Nirvana
- Screaming Trees
- Skin Yard
- Soundgarden
- Supersuckers
- Tad
- Therapy?
- Winnebago Deal
- Ramington Flashride

## Auszeichnungen
- 1989: Nirvana – Bleach (Platin)
- 1992: Nirvana – Incesticide (Gold)
- 1993: Titãs – Titanomaquia (Gold in Brasilien)
- 1995: Titãs – Domingo (Gold in Brasilien)

## Diskografie als Solokünstler
- 1990: Jack Endino – Angle of Attack
- 1992: Endino’s Earthworm – Endinos Earthworm
- 2005: Jack Endino – Permanent Fatal Error